# آقابرار
آقابرار، روستایی در دهستان فتح‌آباد بخش مرکزی شهرستان قصرشیرین استان کرمانشاه ایران است.

## جمعیت
بر پایه سرشماری عمومی نفوس و مسکن در سال ۱۳۹۵ جمعیت این مکان ۳۱۳ نفر (۱۰۳خانوار) بوده‌است.